# Atatürk (Arnavutköy)
Ne doit pas être confondu avec Mustafa Kemal Atatürk (Président de la République).
Pour les articles homonymes, voir Atatürk (homonymie).
Atatürk est un quartier du district d'Arnavutköy, sur la rive européenne de la province d'Istanbul.